# Cresphontès
Pour les articles homonymes, voir Cresphontès (homonymie).
Dans la mythologie grecque, Cresphontès, Kresphontès ou Cresphonte (en grec ancien Κρεσφόντης / Kresphóntês) est un des Héraclides, roi de Messénie.

## Mythe
Participant au retour des Héraclides dans le Péloponnèse, il obtient la Messénie en recourant à la ruse lors du partage de la péninsule. Chez Apollodore, le Péloponnèse est divisé en trois lots (Argos, Lacédémone et Messène) et un tirage au sort est effectué : Téménos et les fils d'Aristodème jettent chacun un caillou dans une urne remplie d'eau, tandis que Cresphontès y jette une motte de terre humide. Au contact de l'eau, la terre se désagrège et seuls les deux cailloux ressortent, ce qui fait que le dernier lot (Messène) échoit à Cresphontès. Pausanias offre un récit similaire mais avec quelques variantes : Cresphontès s'entend avec Téménos pour obtenir la Messénie. Téménos joue l'arbitre entre Cresphontès et les fils d'Aristodème, et met dans une urne remplie d'eau deux boules, une de terre cuite pour le premier et une de terre séchée pour les seconds. La terre séchée se désagrège et seule ressort la boule de Cresphontès, qui peut choisir son lot.
Hygin est le seul à donner le nom de son père (Aristomaque) et lui prête comme femme Mérope (fille de Cypsélos, roi d'Arcadie) et comme fils Téléphonte. Cresphontès y est tué par Polyphontès, qui épouse Mérope et s'empare ainsi du trône de Messénie.